# Nelson de Souza Sampaio
Nelson de Souza Sampaio GCRB (Macajuba, 26 de julho de 1914 — Salvador, 20 de dezembro de 1985) foi um advogado, político, professor e escritor brasileiro, imortal da Academia de Letras da Bahia, Cadeira 7. 

## Biografia
Foi deputado estadual Constituinte pela União Democrática Nacional-UDN, 1947-1951 e presidente do Conselho Estadual de Cultura, 1968-1971.  
Imortal da Academia de Letras da Bahia, Cadeira 7.   
Filho de José Ribeiro Sampaio e Laura de Souza Sampaio, casado com Aída Pedreira Sampaio, Formou-se em Direito pela Faculdade de Direito da Bahia (atual Faculdade de Direito da Universidade Federal da Bahia), no ano de 1937, instituição na qual se tornaria Professor Catedrático. Posteriormente, em 1946, especializou-se em Ciências Políticas na Northwestern University (Illinois, EUA).   
De sua bibliografia constam vários livros, dentre eles: 
- A Criminalidade Negra no Brasil, 1939;
- As Ideias-Fôrças da Democracia, 1941;
- O indivíduo e o Direito Penal do Futuro. 1942;
- Teixeira de Freitas - Elogio do Jurista, 1943;
- Mensagem à Nova Geração, 1945;
- A Desumanização da Política, 1951;
- Ideologia e Ciência Política, 1953;
- O Poder da Reforma Constitucional, 1954;
- As Doutrinas Políticas Contemporâneas e suas Relações com a Segurança Nacional, 1956;
- A Arte de Ser Livre, 1957;
- A Ciência e a Arte da Política, 1958;
- O Parlamentarismo e a Realidade Brasileira, 1959;
- A Atualidade de Durkheim, 1959;
- The Foreign Policy of Brazil, Foreign Policieis in a World of Change, Harper & Row, Nova York, 1963;
- Da Investigação Parlamentar, 1964;
- Perfil Eleitoral da Bahia, 1964;
- O Parlamentarismo no Brasil Império, 1964;
- Presença de Rui na política, 1967;
- O Processo Legislativo, 1968;
- A Propaganda e o Direito, 1969. [1] [4]

Nelson Sampaio faleceu em Salvador, no dia 20 de dezembro de 1985.  